# Pandanus bilobatus
Pandanus bilobatus är en enhjärtbladig växtart som beskrevs av Harold St.John och Huynh. Pandanus bilobatus ingår i släktet Pandanus och familjen Pandanaceae.
Artens utbredningsområde är Angola. Inga underarter finns listade.